# Incidente en Ascó 2007-2008
El incidente de Ascó del año 2007/2008 consistió en un vertido de 84,95 millones de bequerelios (2,3 milicurios (mCi)) en el interior del emplazamiento de la central nuclear de Ascó, España. El incidente, de nivel 1 en la Escala Internacional de Accidentes Nucleares (INES), fue elevado a nivel 2 por el CSN por inadecuado control del material radiactivo y por proporcionar información incompleta y deficiente al organismo regulador. Debido a esto el director y el jefe de protección radiológica de la central fueron destituidos.

## Descripción del incidente
El día 5 de abril de 2008 el Consejo de Seguridad Nuclear (CSN) informó de un incidente, clasificado inicialmente como nivel 1 en la INES, en la unidad I de la central nuclear de Ascó.
Según la información suministrada por el titular de la central se habían detectado partículas radiactivas en el exterior de un edificio perteneciente a la planta. En concreto en la terraza de los edificios de combustible, auxiliar, de control y de turbinas, así como en las zonas adyacentes a los mismos.
Además se indicaba que las partículas procedían muy probablemente del sistema de extracción y filtración de aire del edificio de combustible, que habría resultado contaminado durante las operaciones de limpieza al finalizar la recarga de combustible de noviembre de 2007.
El día 7 de abril el CSN confirma que dicho suceso se produjo durante las operaciones de limpieza llevadas a cabo en el edificio de combustible durante el 26 de noviembre de 2007. Según el informe facilitado por el titular de la instalación, el 14 de marzo de 2008 se detectó la primera partícula radiactiva, ampliando la vigilancia radiológica en la zona. El día 2 de abril se detectaron más partículas, ampliando nuevamente la vigilancia y volviendo a encontrar partículas el día siguiente, pasando a informar este día al CSN. El día 4 el CSN envió 6 inspectores a la central para analizar el suceso. Se determinó que las partículas eran fragmentos muy pequeños desprendidos de los componentes del sistema de refrigeración del reactor, activadas debido al flujo neutrónico del mismo. Además, los análisis realizados, dieron como resultado que los radioisótopos encontrados eran 60Co, 54Mn, 51Cr y 59Fe. La actividad total recogida ascendía a 235.000 Bq (6,3 microcurios).
El 14 de abril de 2008 el CSN notificó su decisión de elevar el nivel del incidente a nivel 2 debido a un «inadecuado control del material radiactivo y por proporcionar información incompleta y deficiente al organismo regulador».
Además de elevar el nivel del incidente, el CSN abrió un expediente sancionador a la instalación, exigiendo que se depurasen responsabilidades. Este día se informó de que el titular había elevado la estimación de actividad vertida hasta un máximo de 84,95 millones de bequerelios (2,3
milicurios (mCi)). Ese valor se obtuvo a partir de la actividad recogida hasta el día 17 de abril (19,5 millones de Bq).
A pesar de esa elevación en los valores informados, que conllevaron la destitución del director de la central (Rafael Gasca) y del jefe de protección radiológica de la misma (Francesc González), el CSN aseguró que el impacto radiológico seguía siendo seguro para la población del entorno de la central. Sin embargo la empresa titular de la instalación llevaría a cabo mediciones sobre todas las personas que hubieran pasado por la central desde el día 28 de noviembre (entre 700 y 800).
El día 22 de abril se informó de que el día anterior (17:00 del día 21) se detectó contaminación radiactiva en un camión procedente de la planta nuclear, al activarse la alarma de uno de los pórticos instalados al efecto en la empresa de reciclado de materiales metálicos HIDESA. El personal del Ciemat, que se encontraba trabajando en la zona debido al anterior incidente, realizó la comprobación del camión detectando partículas contaminadas con 60Co. El CSN calificó este nuevo suceso como de nivel 1, requiriendo al titular que no se produjera ningún movimiento de materiales de la instalación sin un control previo completo. Además de ello se informó de que se había detectado un punto de ligera contaminación en una zona próxima a la instalación, en un talud de la orilla del río. Sin embargo hasta ese momento no se había detectado ninguna contaminación en los controles realizados en los municipios de Vinebre y Ascó.
También se completó ese día el control de la contaminación a los alumnos, profesores y conductor que participaron en la visita del colegio de los Maristas de Gerona a la central nuclear de Ascó, constatando que ninguna había sido contaminada (cada persona recibió un certificado del organismo regulador de su medición).
Ese día ya se habían completado además 900 medidas de trabajadores, previéndose la vigilancia sobre un total de 1550. En todos los casos medidos hasta la fecha se constató la ausencia de contaminación radiactiva.
Debido a la información que se fue recopilando sobre los trabajadores que accedieron a la central en esas fechas, y a la demanda de grupos que pidieron de forma voluntaria una revisión, el día 6 de mayo las personas sobre las que se habían realizado controles ascendían a 1.625 de las 2.544 que se preveía. En todos los controles evidenciaron la ausencia de contaminación.

## Sanción
En mayo del 2009 el incidente de fuga de partículas radiactivas del 2007-2008 se tradujo en la imposición de una multa de 15,3 millones de euros por parte del Ministerio de Industria.